# Harvard (Illinois)
Pour les articles homonymes, voir Harvard (homonymie).
Harvard est une ville américaine située dans le comté de McHenry dans l'État de l'Illinois. En 2010, sa population était de 9 447 habitants.

## Traduction
- (en) Cet article est partiellement ou en totalité issu de l’article de Wikipédia en anglais intitulé « Harvard, Illinois » (voir la liste des auteurs).